# Ломниця (Карконоський повіт)
Ломниця (пол. Łomnica, нім. Lomnitz) — село в Польщі, у гміні Мислаковиці Карконоського повіту Нижньосілезького воєводства. Населення — 1930 осіб (2011).
У 1975-1998 роках село належало до Єленьогурського воєводства.

## Демографія
Демографічна структура станом на 31 березня 2011 року:
|          | Загалом | Допрацездатний вік | Працездатний вік | Постпрацездатний вік |
| -------- | ------- | ------------------ | ---------------- | -------------------- |
| Чоловіки | 936     | 183                | 657              | 96                   |
| Жінки    | 994     | 171                | 614              | 209                  |
| Разом    | 1930    | 354                | 1271             | 305                  |